# Ogulnius tetrabunus
Espèce
Synonymes
- Tecmessa tetrabuna Archer, 1965

Ogulnius tetrabunus est une espèce d'araignées aranéomorphes de la famille des Theridiosomatidae.

## Distribution
Cette espèce est endémique de Jamaïque.

## Publication originale
- Archer, 1965 : Nuevos argiopidos (arañas) de las Antilles. Caribbean Journal of Science, vol. 5, p. 129-133.